# Bullshit jobs
Vous pouvez aider à l'améliorer ou bien discuter des problèmes sur sa page de discussion.
- Il peut contenir un travail inédit ou des déclarations non vérifiées. Vous pouvez l’améliorer en ajoutant des références. (Marqué depuis juillet 2025)

Vous pouvez aider à l'améliorer ou bien discuter des problèmes sur sa page de discussion.
- Il n'a pas de sujet précis, ce que le premier principe fondateur de Wikipédia exige. (Marqué depuis juillet 2025)

Bullshit jobs ([ˈbʊlʃɪt d͡ʒɑbz] est un livre de David Graeber. Le titre est une expression en anglais américain signifiant « emplois à la con ». Le titre original en anglais est Bullshit Jobs: A Theory paru en 2018,. Le concept abordé dans le livre au départ été abordé dans un article On the Phenomenon of Bullshit Jobs publié en août 2013 dans le magazine Strike!, puis a ensuite été approfondie et publiée dans l'ouvrage. Cette étude est largement médiatisée et suscite de nombreuses controverses sur sa pertinence.
Les psychologues du travail ont repris le concept pour décrire une pathologie des travailleurs affectés à ce type de travail qui peut entraîner une  « démission intérieure » encore appelée « brown-out ».

## Définition du concept
Un « emploi à la con » désigne des tâches inutiles, superficielles et vides de sens effectuées dans le monde du travail. Le terme est apparu sous la plume de l'anthropologue américain David Graeber qui postule que la société moderne repose sur l'aliénation de la vaste majorité des travailleurs de bureau, amenés à dédier leur vie à des tâches inutiles et sans réel intérêt pour la société, mais qui permettent malgré tout de maintenir de l'emploi.

## La théorie de David Graeber
L'économiste britannique John Maynard Keynes, en 1930, prédisait que les avancées technologiques permettraient d’ici la fin du XXe siècle de réduire le temps de travail hebdomadaire à 15 heures. Pourtant, si la robotisation du travail a bien eu lieu, la réduction du temps de travail n'est pas survenue dans les proportions attendues.
Selon David Graeber, anthropologue à la London School of Economics, « la technologie a été manipulée pour trouver des moyens de nous faire travailler plus. Pour y arriver, des emplois ont dû être créés et qui sont par définition, inutiles ». D'après lui, la société moderne repose sur l'aliénation de la vaste majorité des travailleurs de bureau, amenés à dédier leur vie à des tâches inutiles et vides de sens, tout en ayant pleinement conscience de la superficialité de leur contribution à la société. Graeber précise : « C’est comme si quelqu’un inventait tout un tas d’emplois inutiles pour continuer à nous faire travailler. »
Graeber propose la méthode suivante pour définir un bullshit job ou emploi inutile : on imagine la disparition de l'activité et on évalue l'impact sur la société. Si les infirmières, éboueurs ou mécaniciens venaient à disparaître, les conséquences seraient immédiates et catastrophiques, écrit-il. Un monde sans professeurs ou dockers serait bien vite en difficulté, et même un monde sans auteur de science-fiction ou musicien de ska serait clairement un monde moins intéressant. Quant aux marketeurs, financiers ou juristes, qui avouent eux-mêmes la vacuité de leur travail, Graeber les classe comme exerçant des bullshit jobs ou « jobs à la con ». Il définit ce terme comme « une forme d'emploi rémunéré qui est si totalement inutile, superflue ou néfaste que même le salarié ne parvient pas à justifier son existence, bien qu'il se sente obligé, pour honorer les termes de son contrat, de faire croire qu'il n'en est rien ».
Il divise les « bullshit jobs » en cinq catégories :
- les « larbins » ou « faire-valoir », servant à mettre en valeur la hiérarchie ou la clientèle ;
- les « porte-flingue » ou « sbires », recrutés car les concurrents emploient déjà quelqu'un à ce poste, et dont le travail a une dimension agressive ;
- les « rafistoleurs » ou « sparadraps », employés pour résoudre des problèmes qui auraient pu être évités ;
- les « cocheurs de cases », recrutés pour permettre à une organisation de prétendre qu'elle traite un problème qu'elle n'a aucune intention de résoudre ;
- les « petits chefs » ou « contremaîtres », surveillant des personnes travaillant déjà de façon autonome[7].

Finalement, Graeber soutient que les bullshit jobs font partie d’un système qui maintient en selle le capital financier : « La classe dirigeante s’est rendu compte qu’une population heureuse et productive avec du temps libre était un danger mortel ».
David Graeber cherche des causalités à l'expansion du phénomène : « Pendant une large partie du XXe siècle, les grandes sociétés industrielles sont restées largement indépendantes des intérêts de ce qu'on appelait la haute finance ». Dans les années 1970, les PDG ont vu leurs intérêts associés à la bonne santé de leur entreprise, du point de vue de la finance, et les ont dissociés de leurs salariés ; « les travailleurs ne s'estimaient plus liés à leur entreprise par la loyauté étant donné que celle ci ne leur en témoignait aucune ». Il a fallu créer des emplois à la con pour contrôler, administrer et surveiller. Ces emplois improductifs défient la logique du capitalisme, et pousse l'auteur à une hypothèse : « le système actuel n'est pas le capitalisme », mais est devenu un système d'extraction de rente.
L’anthropologue remarque par ailleurs l’existence d’un corollaire paradoxal : plus un travail est utile à la société, moins il est payé et bien souvent déconsidéré, même si Graeber reconnaît quelques exceptions, comme les médecins. L’auteur conclut que le néolibéralisme en est paradoxalement arrivé au même point que les systèmes soviétiques de la deuxième moitié du XXe siècle, c’est-à-dire à employer un très grand nombre de personnes à ne rien faire, menant à une aberration à l’encontre des principes du capitalisme,.

## Controverse
Le lien entre capitalisme et bureaucratie avait déjà été théorisé par le sociologue Max Weber au début du XXe siècle. Selon David Graeber, « La plupart des bureaucrates travaillent pour le secteur privé. Quand vous allez dans une banque par exemple, les gens vont agir comme dans une bureaucratie classique. Il n'y a plus de limite entre privé et public ».
La théorie de David Graeber suscite de nombreux débats et controverses. Chercheurs et économistes reconnaissent pour la plupart que la bureaucratie a envahi l'activité salariale, mais ne considèrent pas qu'elle relève des emplois à la con.[réf. nécessaire]
The Economist défend les emplois administratifs et managériaux en mettant en avant la nature « progressivement complexifiée » de l’économie mondiale moderne. « Les biens qui sont produits sont plus complexes, la chaîne de fabrication utilisée pour les produire est plus complexe, le système qui consiste à les marketer, les vendre et les distribuer est plus complexe, les moyens de financement de tout ce système sont plus complexes, et ainsi de suite. Cette complexité est ce qui fait notre richesse. Mais c’est extrêmement douloureux à manager ».
Pour le philosophe canadien Alain Deneault, c’est surtout l’organisation actuelle du monde du travail qui est en cause : « On dit à des salariés : « voilà, vous allez vous conformer à une stratégie qui a pour visée de satisfaire des actionnaires avec des stratégies très dures », et on se retrouve à faire n’importe quoi, des tâches tout à fait absurdes. Vous avez un ingénieur qui va confectionner un matériau qui est destiné à se briser, des pharmacologues qui vont concevoir des médicaments pour des maladies imaginaires, mais pas pour des vrais malades qui n’ont pas les moyens ».
Béatrice Hibou, politologue au CERI, reconnaît le phénomène mais elle en refuse l’interprétation et le fait qu’il existerait des « boulots à la con » en soi. « Ce que l’on observe, c’est que les boulots ont, à des degrés divers, une part de tâches « à la con » ». Le paradoxe est que cette inutilité apparente est considérée par les dirigeants et managers d’entreprises comme l’expression même de l’utilité, de l’efficacité. D'après elle, la nouvelle organisation du travail demande plus de sécurité, ce qui suscite la mise en place de procédures et de normes, exigeant un travail bureaucratique toujours plus prenant. Elle précise d’ailleurs : « Je ne suis pas sûre du tout que le travail manuel soit exempt de bureaucratie. Il vous suffit de discuter avec votre plombier ou votre électricien pour en prendre la mesure : il ne vous parlera pas seulement des milliers de normes à respecter, qui ne cessent d’évoluer et qui rendent obsolètes celles qu’il avait tout juste fini d’intégrer, mais il se plaindra aussi des innombrables papiers à remplir, des documents à signer et à faire signer, des procédures bureaucratiques à suivre pour pouvoir travailler »,.

## Brown-out
Des chercheurs, spécialistes des pathologies liées au monde du travail, ont décrit le malaise des travailleurs victimes de bullshit jobs. Il se manifeste par un brown-out, défini comme difficulté psychologique associée à la perte de sens dans le monde du travail. Les travailleurs qui comptent beaucoup sur leur travail pour donner sens et utilité à leurs vies sont les plus touchés. Ils voient leur énergie, leur motivation et l'estime de soi décliner.[réf. nécessaire]
Nadia Droz, psychologue spécialiste du burn-out à Lausanne, préfère parler de « démission intérieure », trouvant l'expression plus « imagée ». 

### Note
1. ↑  Prononciation en anglais américain retranscrite selon la norme API.

### Réception critique
- Nicolas Bouzou et Julia de Funès, La comédie (in)humaine, Éditions de l'Observatoire.
- Christophe Bys, « [Hommage] "Pour aller bien, il faut se sentir utile", selon David Graeber, auteur de "Bullshit jobs" », L'Usine nouvelle,‎ 19 octobre 2018 (lire en ligne).
- Marie Charrel, « David Graeber : « Les “bullshit jobs”  se sont multipliés de façon exponentielle ces dernières décennies » », Le Monde,‎ 11 septembre 2018 (lire en ligne).
- Christian Chavagneux, « David Graeber : « Un tiers des gens vous disent que leur emploi ne devrait même pas exister » », Alternatives économiques,‎ 20 septembre 2018 (lire en ligne).
- Quentin Périnel, « Les cinq grandes familles de « jobs à la con » », Le Figaro,‎ 1er septembre 2018 (lire en ligne).
- Pascale Tournier, « Repenser le travail », La Vie,‎ 16 octobre 2018 (lire en ligne).